# George Holding
George E. B. Holding (Raleigh, 17 aprile 1968) è un politico statunitense, membro della Camera dei Rappresentanti per lo stato della Carolina del Nord dal 2013 al 2021.

## Biografia
Nato e cresciuto nella Carolina del Nord, dopo gli studi in legge Holding lavorò come avvocato e assistente di alcuni politici fra cui Jesse Helms.
Dopo essere stato membro dell'ufficio del procuratore federale Frank Whitney; quando questi lasciò il posto, Holding venne nominato come suo successore dal Presidente George W. Bush e rimase in carica anche dopo l'elezione di Barack Obama.
Entrato in politica con il Partito Repubblicano, nel 2012 Holding decise di candidarsi alla Camera dei Rappresentanti e riuscì ad essere eletto, per poi essere riconfermato nel 2014. Nel 2016 la ridefinizione dei distretti congressuali lo portò a concorrere per il secondo distretto, fino ad allora rappresentato dalla compagna di partito Renee Ellmers. Holding affrontò la Ellmers nelle primarie repubblicane e la sconfisse, per poi vincere le elezioni generali.
Riconfermato per un altro mandato nel 2018, nel 2020 annunciò il proprio ritiro dopo che il suo distretto fu nuovamente ridefinito e fu così succeduto dalla democratica Deborah Ross.